# Liste der Kantone in Guadeloupe
Das französische Übersee-Département Guadeloupe bestand ursprünglich aus 43 Kantonen in drei Arrondissements. Nachdem am 22. Februar 2007 das Arrondissement Saint-Martin-Saint-Barthélemy, das aus drei Kantonen mit insgesamt zwei Gemeinden bestand, aufgelöst wurde, existierten nunmehr zwei Arrondissements in Guadeloupe. Die beiden Gemeinden aus dem aufgelösten Arrondissement, Saint-Barthélemy und Saint-Martin, wurden Collectivité d’outre-mer Frankreichs. Somit reduzierte sich die Zahl der Kantone auf 40 und die Zahl der Arrondissements auf zwei. 2014 wurde die Zahl der Kantone auf 21 reduziert. Die Kantone sind seither nur noch Wahlkreise ohne eigene Verwaltungskompetenz.
Siehe auch: Liste der Gemeinden in Guadeloupe

## Kantone

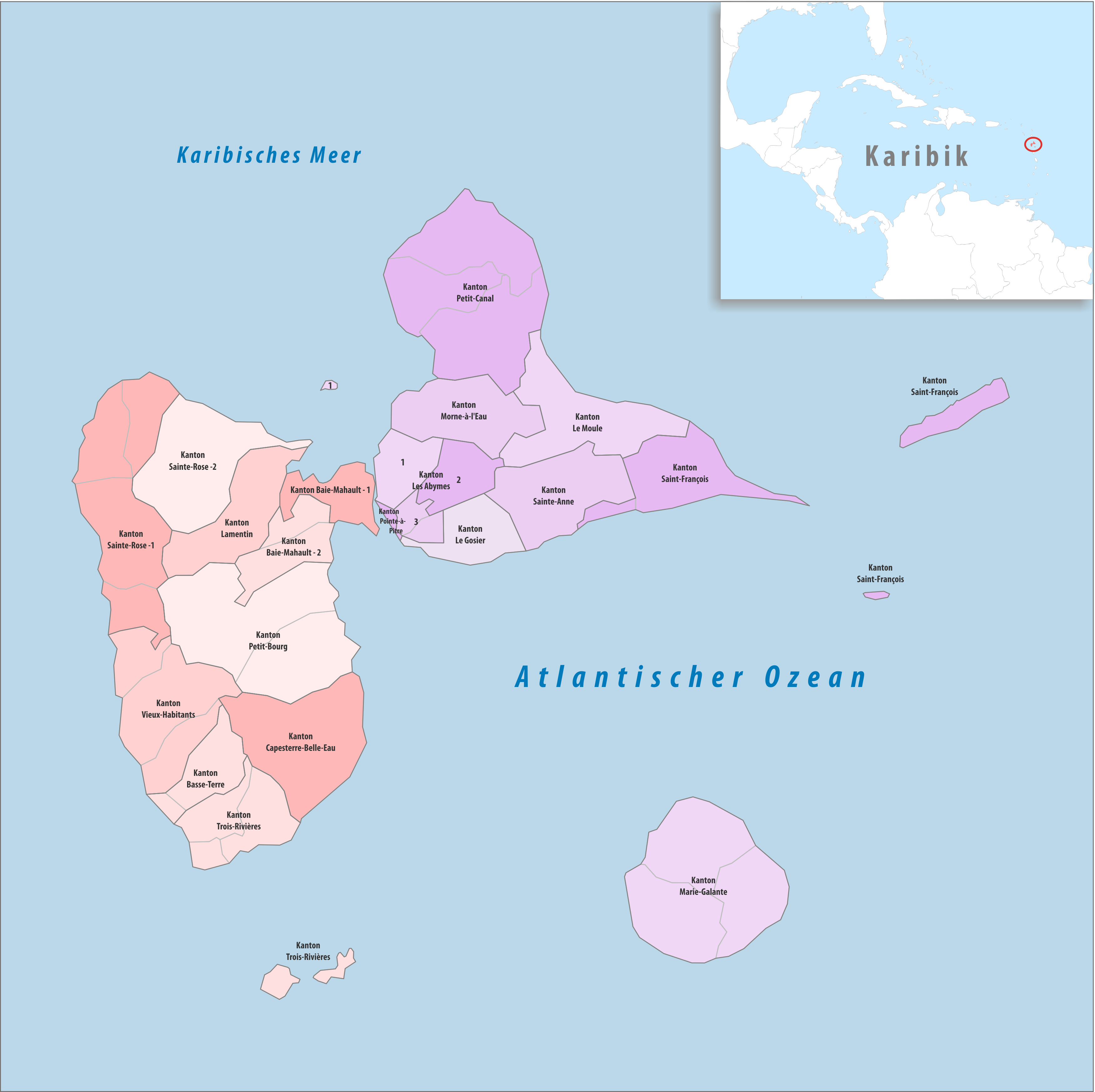
Gemeinden und Kantone in Guadeloupe

| Kanton                 | Gemeinden | Einwohner 1. Januar 2022 | Fläche km² | Dichte Einw./km² | Code INSEE | Arrondissement(e) |
| ---------------------- | --------- | ------------------------ | ---------- | ---------------- | ---------- | ----------------- |
| Baie-Mahault-1         | 1⁄2       | 19.294                   | 32,22      | 599              | 97104      | Basse-Terre       |
| Baie-Mahault-2         | 1         | 23.981                   | 43,97      | 545              | 97105      | Basse-Terre       |
| Basse-Terre            | 2         | 19.851                   | 40,08      | 495              | 97106      | Basse-Terre       |
| Capesterre-Belle-Eau   | 1         | 17.882                   | 103,30     | 173              | 97107      | Basse-Terre       |
| Lamentin               | 1         | 18.437                   | 65,60      | 281              | 97109      | Basse-Terre       |
| Le Gosier              | 1⁄2       | 23.485                   | 41,76      | 562              | 97108      | Pointe-à-Pitre    |
| Le Moule               | 1         | 22.924                   | 82,84      | 277              | 97111      | Pointe-à-Pitre    |
| Les Abymes-1           | 1⁄3       | 15.119                   | 42,61      | 355              | 97101      | Pointe-à-Pitre    |
| Les Abymes-2           | 1⁄3       | 20.586                   | 32,90      | 626              | 97102      | Pointe-à-Pitre    |
| Les Abymes-3           | 5⁄6       | 19.775                   | 9,18       | 2.154            | 97103      | Pointe-à-Pitre    |
| Marie-Galante          | 3         | 10.422                   | 158,01     | 66               | 97110      | Pointe-à-Pitre    |
| Morne-à-l’Eau          | 1         | 15.839                   | 64,50      | 246              | 97112      | Pointe-à-Pitre    |
| Petit-Bourg            | 1 ⁄2      | 19.607                   | 159,60     | 123              | 97113      | Basse-Terre       |
| Petit-Canal            | 3         | 18.029                   | 177,24     | 102              | 97114      | Pointe-à-Pitre    |
| Pointe-à-Pitre         | 1         | 14.855                   | 2,66       | 5.585            | 97115      | Pointe-à-Pitre    |
| Sainte-Anne            | 1⁄2       | 20.634                   | 73,43      | 281              | 97117      | Pointe-à-Pitre    |
| Sainte-Rose-1          | 3         | 14.951                   | 140,31     | 107              | 97118      | Basse-Terre       |
| Sainte-Rose-2          | 1⁄2       | 14.666                   | 90,90      | 161              | 97119      | Basse-Terre       |
| Saint-François         | 2 1⁄2     | 18.379                   | 88,98      | 207              | 97116      | Pointe-à-Pitre    |
| Trois-Rivières         | 5         | 19.001                   | 73,66      | 258              | 97120      | Basse-Terre       |
| Vieux-Habitants        | 2 1⁄2     | 15.852                   | 104,65     | 151              | 97121      | Basse-Terre       |
| Département Guadeloupe | 32        | 383.569                  | 1.628,40   | 236              | 971        | –                 |

### Ehemalige Kantone
Vor dem 24. Februar 2014 teilte sich das Département in 40 Kantone:
| Arrondissement | Kantone |
| -------------- | --- |
| Basse-Terre    | Baie-Mahault, Basse-Terre-1, Basse-Terre-2, Bouillante, Capesterre-Belle-Eau-1, Capesterre-Belle-Eau-2, Gourbeyre, Goyave, Lamentin, Petit-Bourg, Pointe-Noire, Saint-Claude, Sainte-Rose-1, Sainte-Rose-2, Les Saintes, Trois-Rivières, Vieux-Habitants |
| Pointe-à-Pitre | Les Abymes-1, Les Abymes-2, Les Abymes-3, Les Abymes-4, Les Abymes-5, Anse-Bertrand, Capesterre-de-Marie-Galante, La Désirade, Le Gosier-1, Le Gosier-2, Grand-Bourg, Morne-à-l’Eau-1, Morne-à-l’Eau-2, Le Moule-1, Le Moule-2, Petit-Canal, Pointe-à-Pitre-1, Pointe-à-Pitre-2, Pointe-à-Pitre-3, Sainte-Anne-1, Sainte-Anne-2, Saint-François, Saint-Louis |